# Улица Артилерияс (Рига)
Улица Артилерияс (латыш. Artilērijas iela, рус. Артиллерийская) — улица в исторической части города Риги. Начинается от улицы Бривибас и заканчивается перекрёстком с улицей Яня Асара, у церкви Святого Павла. Общая длина улицы составляет 1179 метров. На всём протяжении имеет асфальтовое покрытие, 2 полосы движения. Общественный транспорт по улице не курсирует.
Начало улицы (до перекрёстка с улицей Александра Чака) относится к Центральному району Риги, вторая половина улицы проходит по Латгальскому предместью и служит границей между микрорайонами Авоты и Гризинькалнс.

## История
Улица Артилерияс появилась на плане города в 1844 году под названием Новая Артиллерийская улица (латыш. Jaunā Artilērijas iela); неофициально также называлась Слесарной улицей (латыш. Atslēdzniecības (Atslēdznieku) iela). Около 1859 года улица получила своё нынешнее официальное название — Артиллерийская (Артилерияс).
Название улицы происходит от артиллерийских казарм и складов, которые находились на месте Дворца спорта. Первоначально доходила до улицы Красотаю; её продолжение до нынешней улицы Яня Асара появилось в 1870-е годы.

## Достопримечательности
- Парк Зиедоньдарзс
- Церковь Святого Павла
- Жилые дома № 2/4 (1904, архитектор Янис Алкснис), № 35 (1908, архитектор Пауль Мандельштам) и № 52 (1910, архитектор Оскар Барс) являются охраняемыми памятниками архитектуры местного значения[4].

## Прилегающие улицы
Улица Артилерияс пересекается со следующими улицами:
- улица Бривибас
- улица Тербатас
- улица Кришьяня Барона
- улица Дайнас
- улица Александра Чака
- улица Красотаю
- улица Яня Асара